# Orthobula yaginumai
Orthobula yaginumai là một loài nhện trong họ Phrurolithidae.
Loài này thuộc chi Orthobula. Orthobula yaginumai được Norman I. Platnick miêu tả năm 1977.